# Ходнув
Ходнув (пол. Chodnów) — село в Польщі, у гміні Біла-Равська Равського повіту Лодзинського воєводства.
Населення — 427 осіб (2011).
У 1975-1998 роках село належало до Скерневицького воєводства.

## Демографія
Демографічна структура станом на 31 березня 2011 року:
|          | Загалом | Допрацездатний вік | Працездатний вік | Постпрацездатний вік |
| -------- | ------- | ------------------ | ---------------- | -------------------- |
| Чоловіки | 212     | 50                 | 130              | 32                   |
| Жінки    | 215     | 53                 | 113              | 49                   |
| Разом    | 427     | 103                | 243              | 81                   |